# Qarabiy yayla
La Qarabiy yayla (en ukrainien : Карабі-яйла ; en russe : Караби-яйла) est un alpage et une réserve naturelle protégée au registre national des monuments immeubles d'Ukraine et un site du patrimoine naturel en Russie qui couvre une partie des monts de Crimée.

## Présentation
Qarabiy yayla se traduit du tatar par pâture de l'araignée noire.
La réserve abrite un monument aux partisans et de nombreuses grottes (3 500 ?). Elle se présente comme un plateau karstique qui tombe en falaises vers la mer Noire.

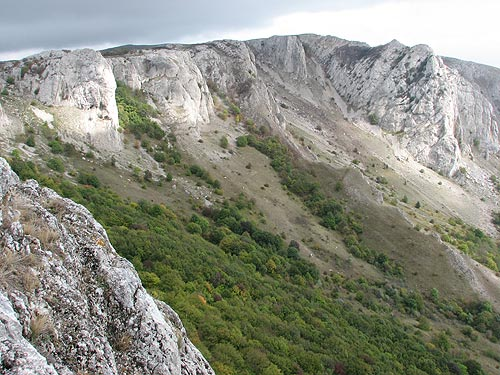
Bord du plateau.
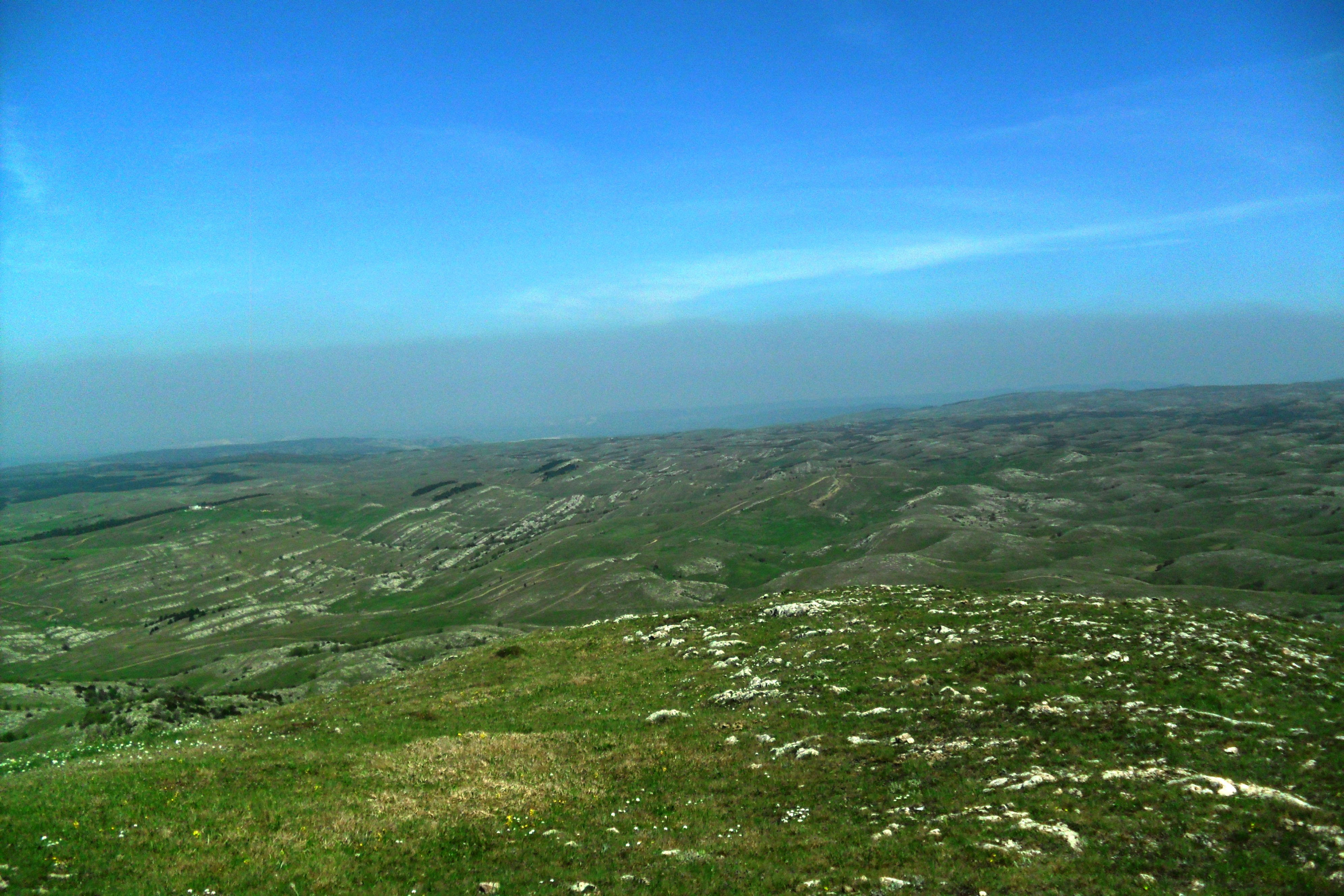
Prairie plissée.
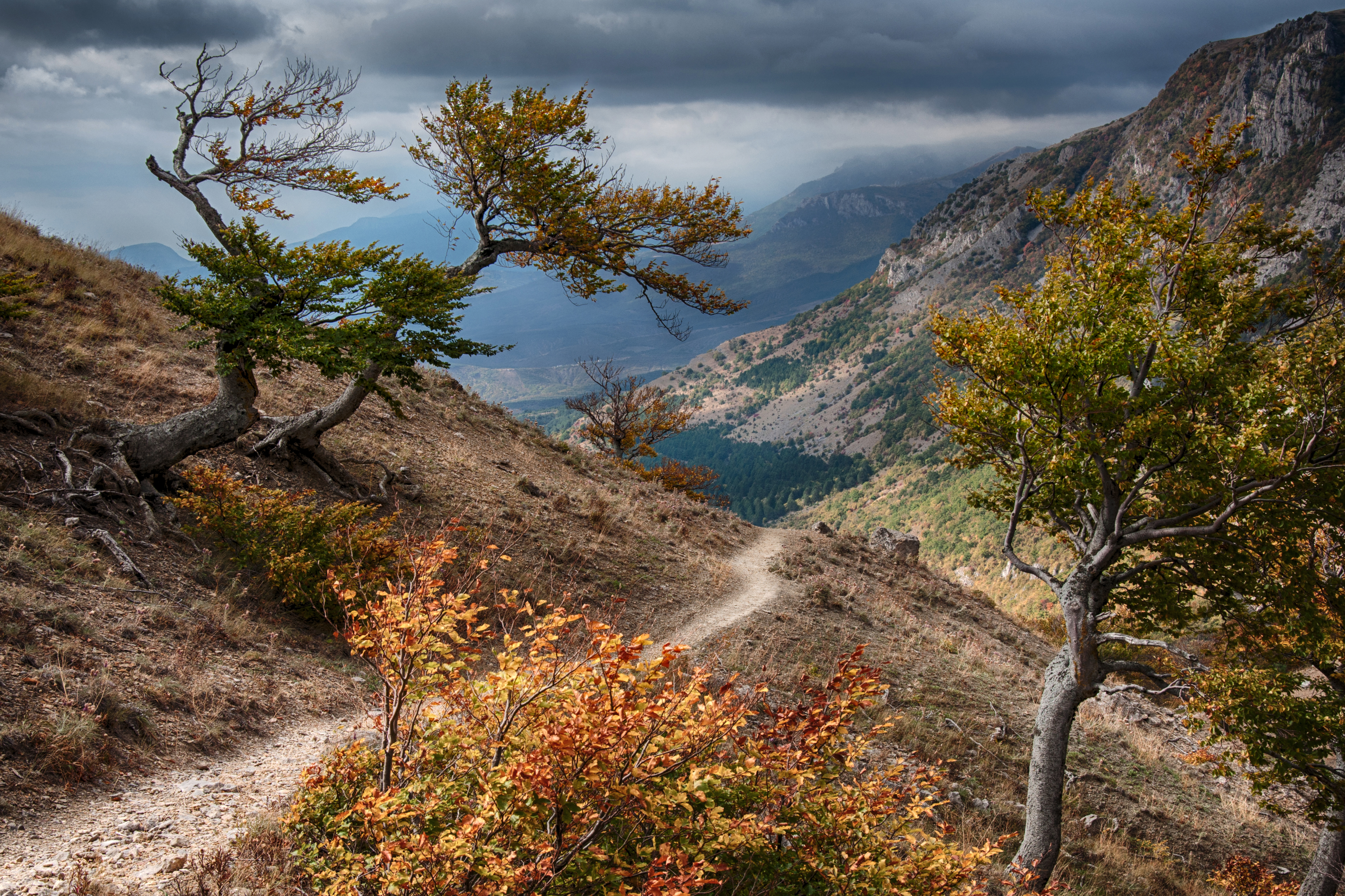
Végétation.
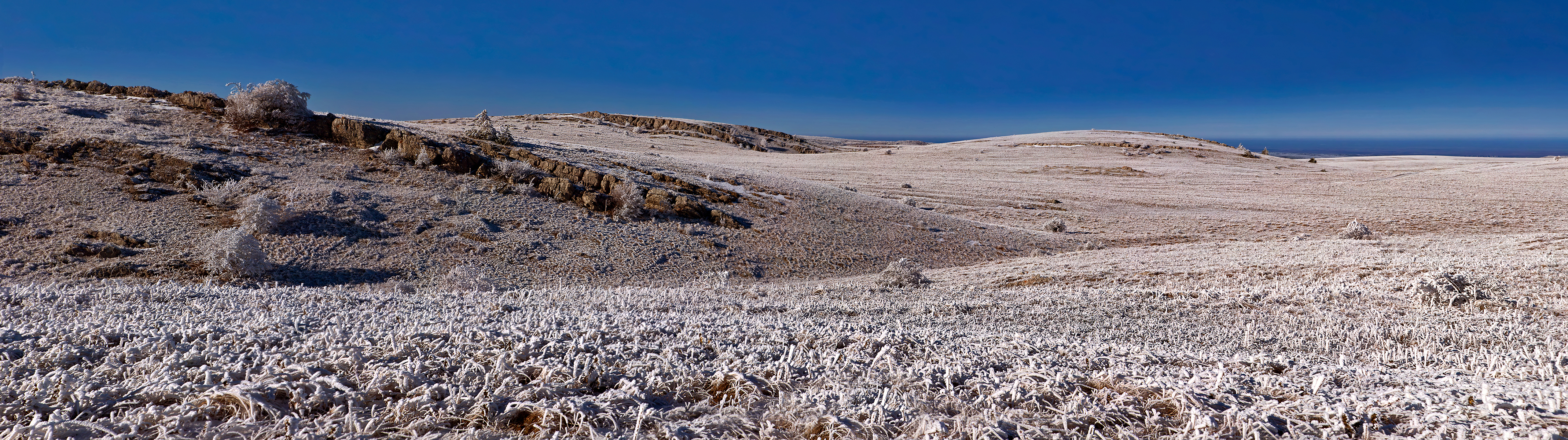
En hiver;
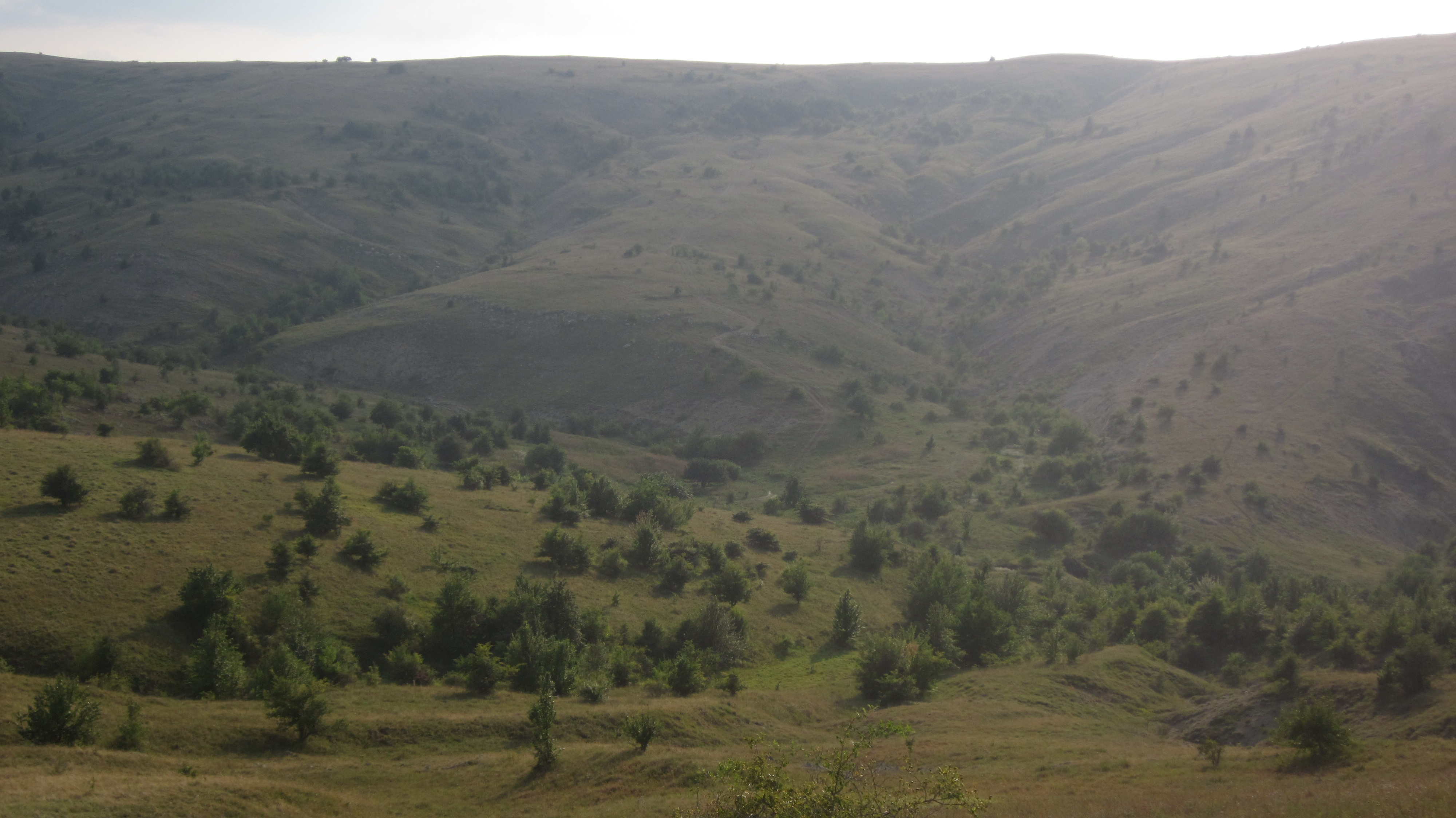
Réserve botanique classée
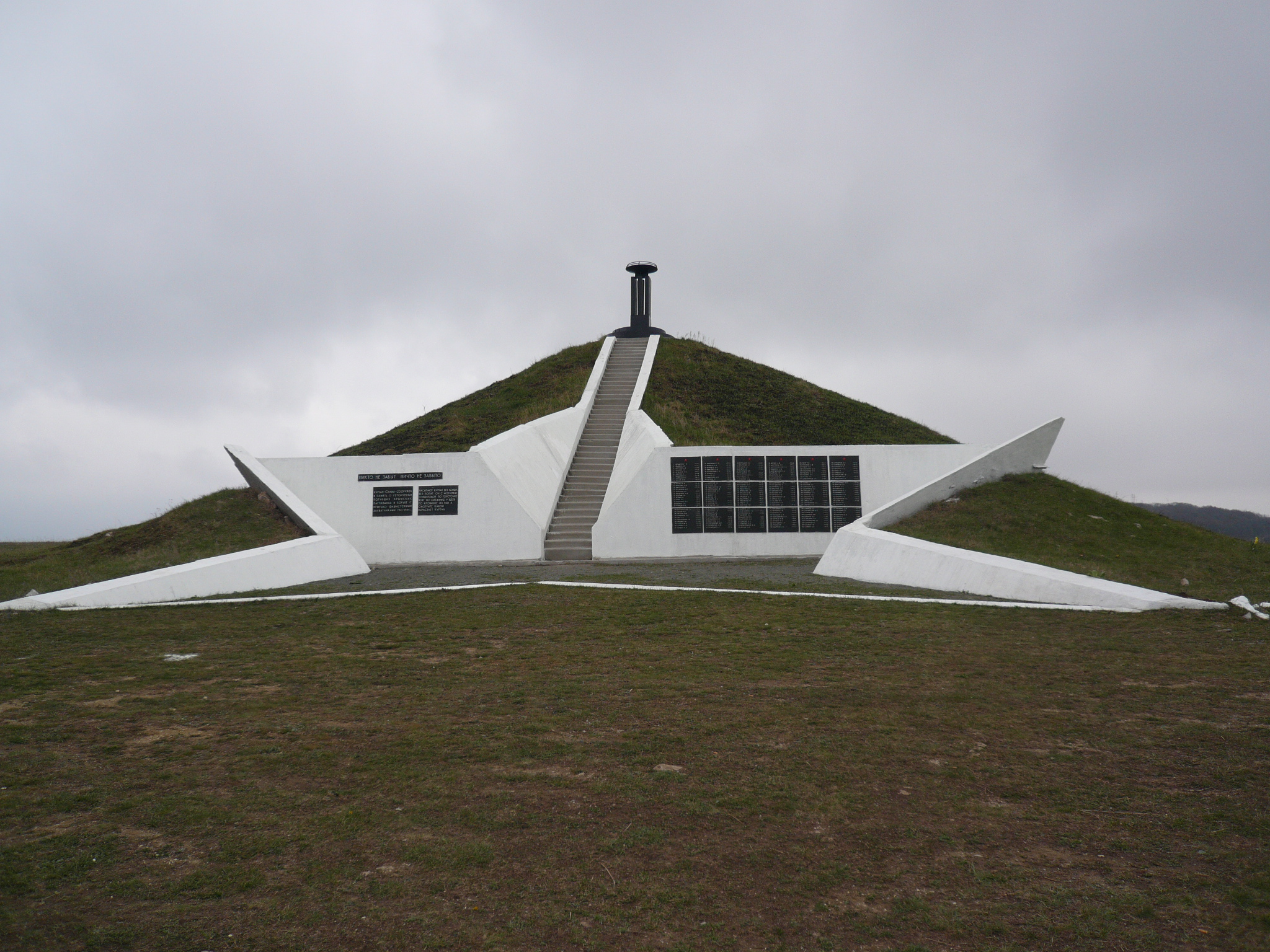
Colline de la gloire.
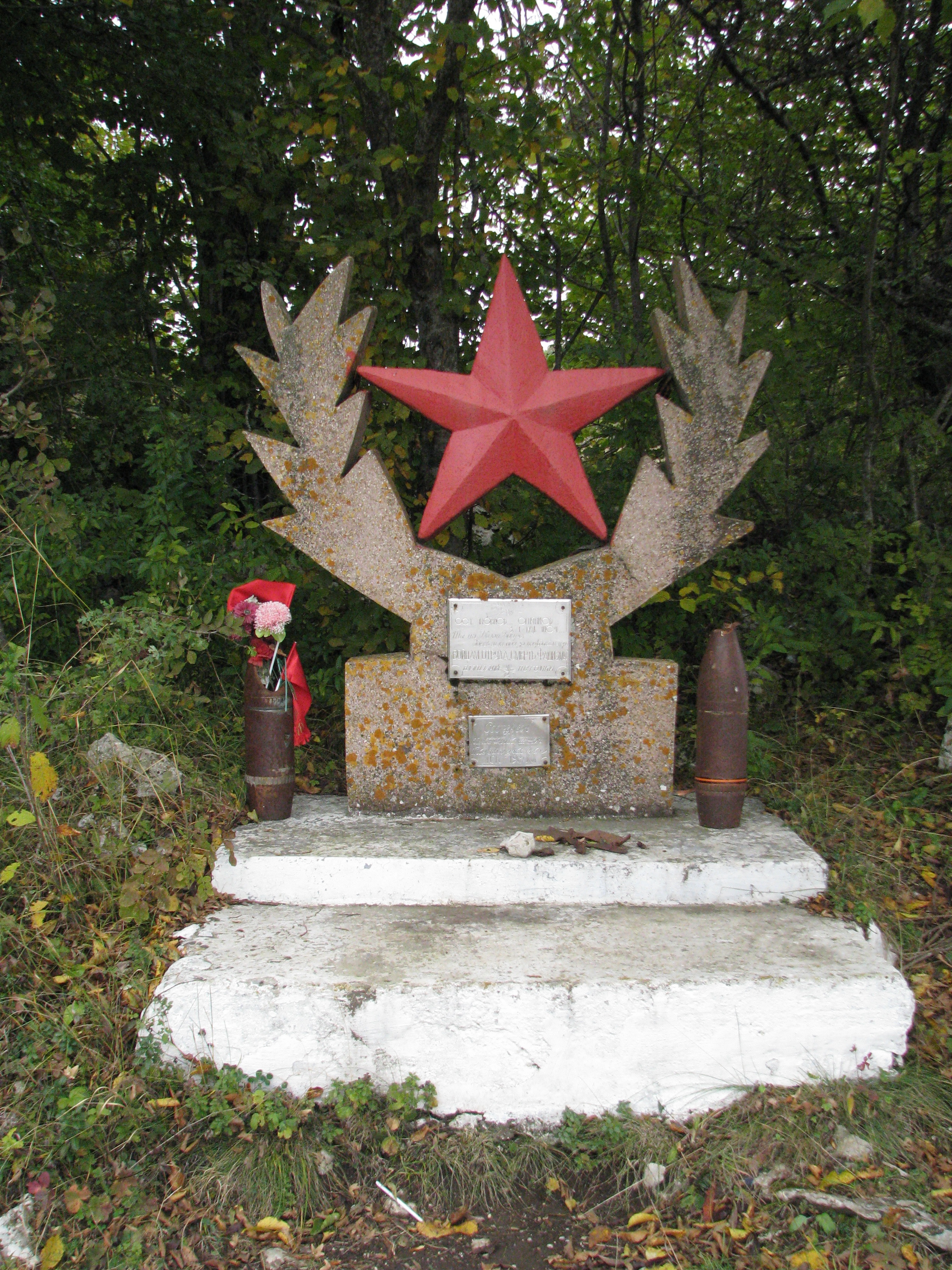
Monument aux partisans.
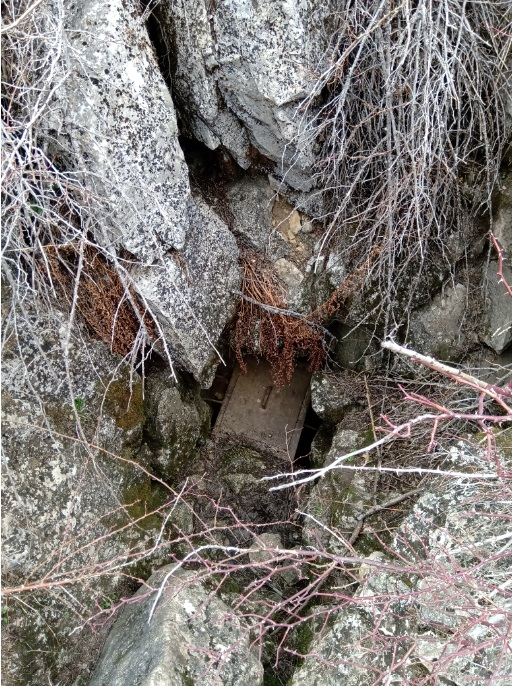
Grotte du soldat.
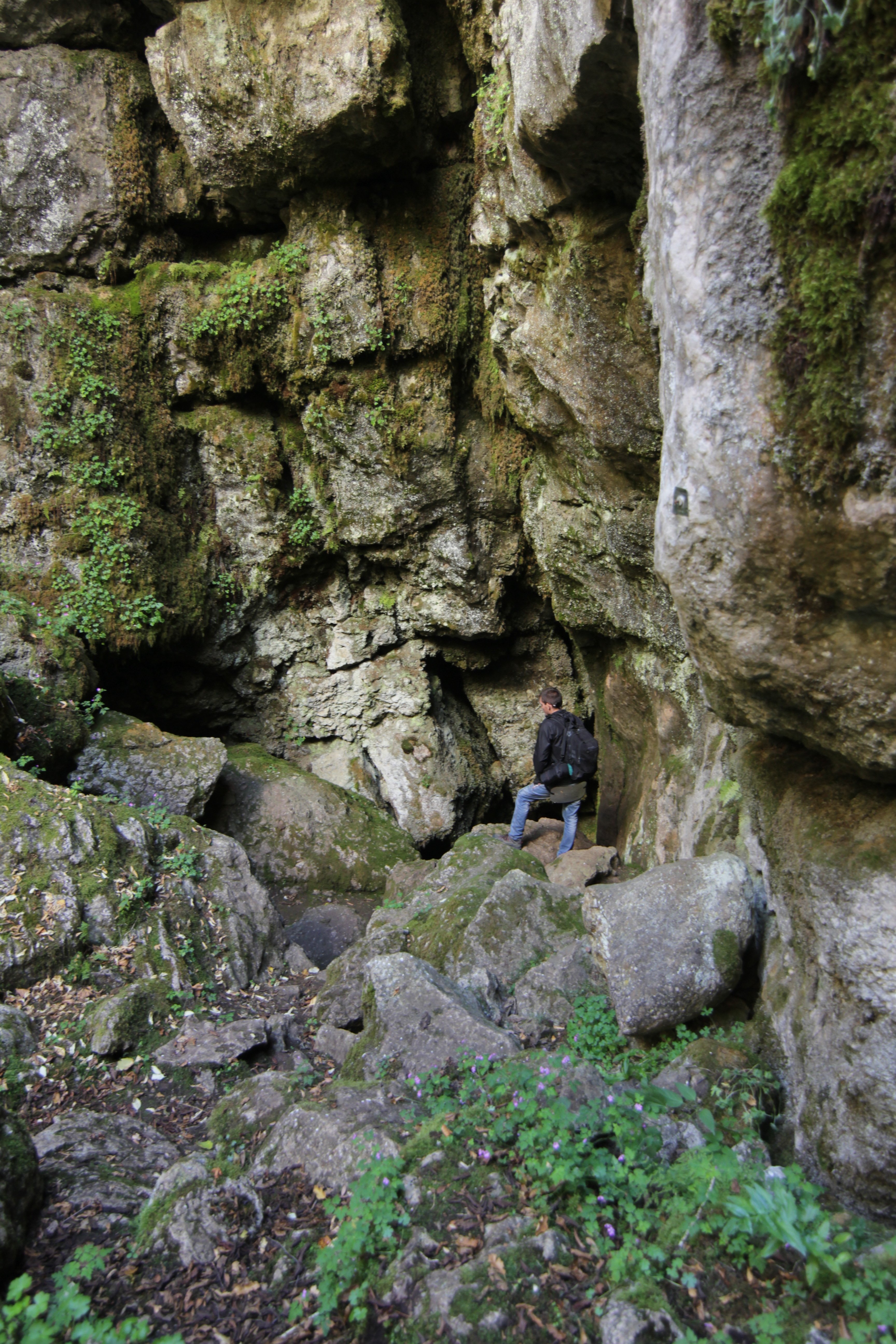
Grotte Eguiz-Tinakh.
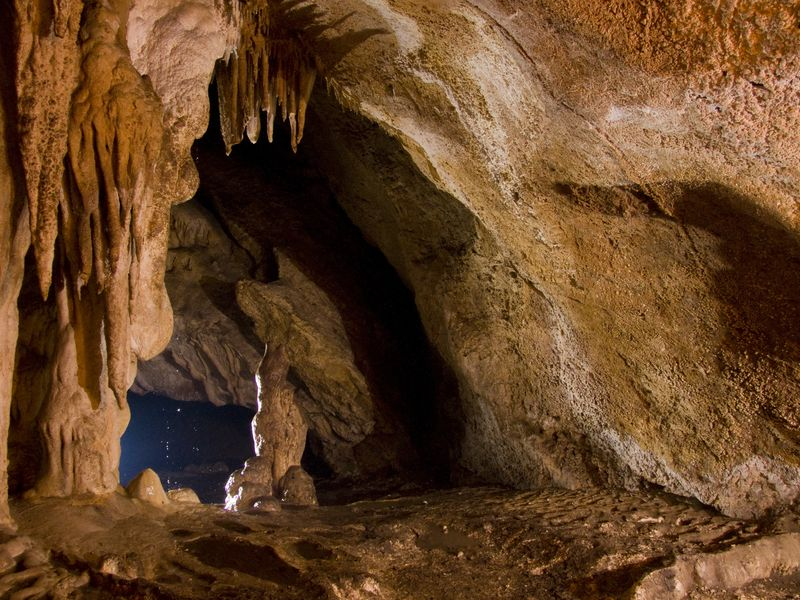
La grotte Casteret.